# Jets'n'Guns
Jets'n'Guns je počítačová hra od českého vývojářského týmu Rake in Grass. Jde o ze strany viděnou 2D střílečku typu shoot ’em up, která vyšla 17. listopadu 2004. Obsahuje 43 úrovní, 270 druhů nepřátel, 70 zbraní a 12 druhů lodí. Soundtrack vytvořila švédská kapela Machinae Supremacy. V prosinci 2006 vyšlo rozšíření jménem Jets'n'Guns Gold.